# 阮岳
阮岳（越南语：／；？—1793年），又作阮文岳（越南语：／），是越南歷史上西山朝开国皇帝，1778年至1793年在位。年號泰德，故史稱泰德帝（越南语：／）。
阮岳的籍貫歸仁府西山邑（今屬平定省西山縣），當時屬於鄭阮紛爭時期南方舊阮的領地之內。因不滿舊阮政府裡權臣當道，政局敗壞，阮岳便與弟弟阮侶、阮惠於1771年，在西山發動起義。西山阮氏兄弟勢如破竹，先後消滅南方舊阮、北方鄭主及後黎朝。但他與弟弟阮惠之間的內鬨相攻，致使整個西山朝元氣大傷。他本人則於1793年去世。

## 家世來歷及早年生活

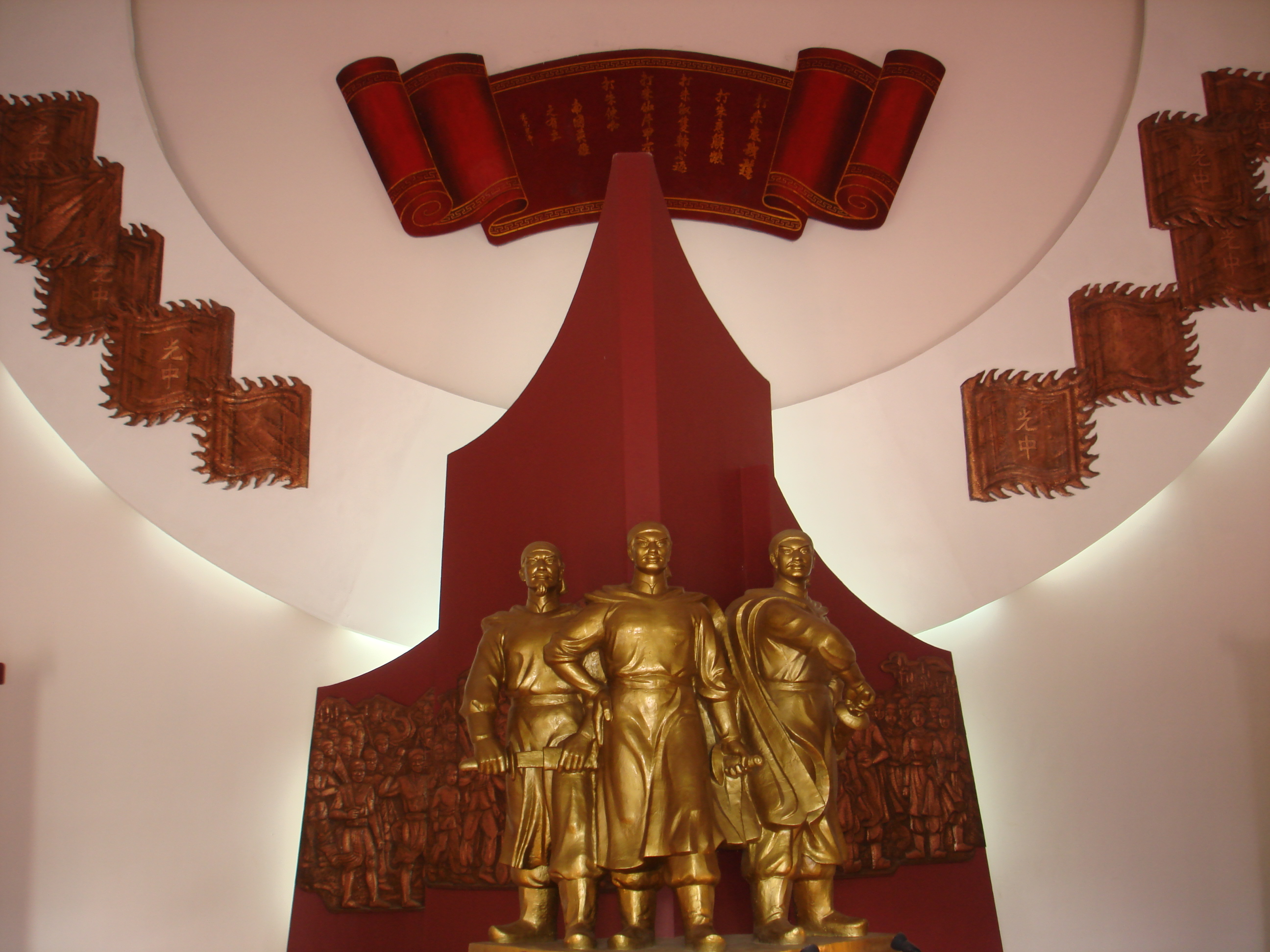
西山三兄弟，阮岳（中）、阮惠（左）、阮侶（右）銅像

西山阮氏三兄弟（阮文岳、阮文侶、阮文惠）本姓胡，與胡朝皇帝胡季犛是同宗。阮岳的四世祖胡丕康原居於北方鄭主勢力範圍下的乂安處英都府興元縣，在鄭氏與廣南國阮氏的交戰當中，胡丕康被阮福瀕所率的廣南軍隊俘虜，安置在歸仁府西山邑墾荒。由於胡丕康出生在書香門第，阮主阮福瀕遂任命他為「西山寨主」。胡丕康的後代世襲西山寨主之職。到阮岳的父親胡丕福時，遷居於堅城邑（今綏遠縣富樂村）。
阮岳、阮侶、阮惠都出生在堅城邑。後來阮岳也繼承了「西山寨主」這個職位。而越南黎末學者裴輝壁的《乂安志》則記載，阮岳憑藉富裕世家而獲得寨主的官職。因此西山阮氏三兄弟並非一般的農民家世，而是西山邑裡的一個「下層封建主小康之家」。
阮岳的父親胡丕福，曾向儒者焦獻學習。焦獻原名張文獻，是外右張文行（一作張文幸）的兒子。張文行被當權的國傅張福巒殺害，焦獻被迫逃亡，在歸仁府的安泰邑設立文武校場。焦獻遇到胡丕福後，認為其子阮岳、阮惠具備天才，便激勵他們對抗舊阮。

## 發動西山起義
阮岳在早年曾與「上人」做過檳榔生意。阮岳在一次做生意的途中經過安陽山，得到了一口寶劍。阮岳對人聲稱這口劍是神劍，鼓動少數民族「尚族」起兵反抗阮主。後來阮岳充任雲屯鎮巡卞吏（徵收賦稅的低級官吏），人稱「卞岳」（越南语：／）。當時廣南阮主治下的領地官員貪污腐敗嚴重，而且克重稅。再加上連年的自然災害，導致農民起義此起彼伏。阮岳將稅收銀幣洗劫一空分給窮人（一說洗劫一空拿去賭博），因此受到通緝。阮岳在不得已之下攜兩位弟弟阮惠、阮侶逃往西山邑，成為盜賊。
1771年（黎景興三十二年），阮岳在西山邑建立屯寨，招納軍士。在焦獻的勸說下，阮岳舉起了反對阮主的大旗，聲稱張福巒腐敗，提出要推翻張福巒和阮主阮福淳的統治，改立有賢能的皇孫阮福暘為阮主。為了更加取得民心，三兄弟將姓氏改為母姓阮。阮岳的西山軍劫富濟貧，受到了百姓的支持。當地百姓稱阮主官軍為國傅軍，西山軍為皇孫軍，流傳著「朝廷之軍是國傅軍，呐喊之軍是皇孫軍」（越南语：／）的俗語。土豪阮樁、富商玄溪也出資支持西山軍，占城女王氏火也在石城舉兵響應。西山軍勢力越來越壯大，連克數縣，官軍不能敵。阮岳遂自稱第一寨主，以阮樁為第二寨主、玄溪為第三寨主。
阮岳決定攻佔歸仁城，於是定下計策，將自己關在囚車裡，命令手下人將自己押往歸仁。歸仁巡撫阮克宣大喜，立即將阮岳關入城中的大牢。到了半夜，城內的西山軍救出阮岳，打開城門放外面的西山軍入城。阮克宣逃走，阮岳遂把歸仁當作西山軍的根據地。又有華人李阿集、李才率軍響應，勢力更加壯大，從廣義府到平順府之間廣大土地都被西山軍佔領。

## 消滅舊阮
當北方的鄭主鄭森得悉南方舊阮大亂後，在1774年（黎景興三十五年），命大將黃五福率水步三萬大軍，以征討舊阮權奸張福巒為名，入侵舊阮領地。雖然張福巒被舊阮的官僚執送鄭軍，但鄭森又稱幫助舊阮剿滅西山軍，仍舊率軍南下。黃五福的軍隊勢如破竹，攻陷舊阮都城富春（今順化）。阮福淳外逃廣南營。為了安撫民心，阮福淳冊立阮福暘為東宮，留阮福暘在前線抵抗黃五福。
與此同時，西山軍亦正在從歸仁府出發，欲攻取廣南營。在得知鄭軍攻到廣南的時候，阮岳向阮福暘表示效忠，將阮福暘迎到會安；阮岳自為後軍，以李阿集為先鋒、李才為中軍，迎擊鄭軍於錦沙（今峴港市和榮縣）。西山軍交戰失利，鄭軍進佔廣南，而南方的舊阮君主阮福淳則逃到嘉定，在那裡重新站穩了陣腳；阮主麾下的龍湖（今永隆省）留守宋福洽率軍收復了平順、平康（今慶和省寧和市）、延慶（今慶和省延慶縣）三府，殺死了占城女王氏火，又攻打富安府。阮岳發現自己已被夾在舊阮和鄭主中間，認為有必要暫緩軍事壓力，便派部將潘文歲向黃五福講和，宣誓對鄭主效忠，並要求成為征舊阮的前驅。黃五福同意了這個請求，表奏鄭森，遣阮有整出使歸仁，冊封阮岳為「前鋒將軍、西山校長」。（時為1775年，即黎景興三十六年）
阮岳同鄭主講和之後，認為向舊阮施襲的機會已到，便將女兒壽香獻給東宮阮福暘，並向舊阮軍將領宋福洽詐降，希望協助阮主收復富春。宋福洽遣人前去探虛實，發現阮岳尊阮福暘為主公，因此相信了阮岳所說的話。乘宋福洽毫無戒心的時候，阮岳便命阮惠進行突襲。阮惠果不負所望，大破舊阮軍隊，宋福洽率殘部逃往雲峰。
鄭主軍隊因爆發瘟疫，便撤出廣南，該地亦被西山軍所佔，鄭主在南河僅領有順化之地。這時，阮岳認為政權基礎已足夠穩固，便於1776年（黎景興三十七年），先派弟弟阮侶率軍攻擊嘉定地區（今胡志明市及附近一帶）。阮侶佔領重鎮嘉定城，阮福淳逃往鎮邊（今同奈省）；但旋即杜清仁率東山軍驅逐了阮侶，阮侶掠奪了嘉定的糧食之後失利而回。
此時阮岳已佔有了南河的大部分土地，遂建造闍槃城（今越南中部的歸仁），自稱西山王（越南语：／）。東宮阮福暘被阮岳囚禁在什塔寺裡。不久阮福暘乘船逃往嘉定，被西山軍叛將李才擁立為新政王，阮福淳則被尊為太上王。

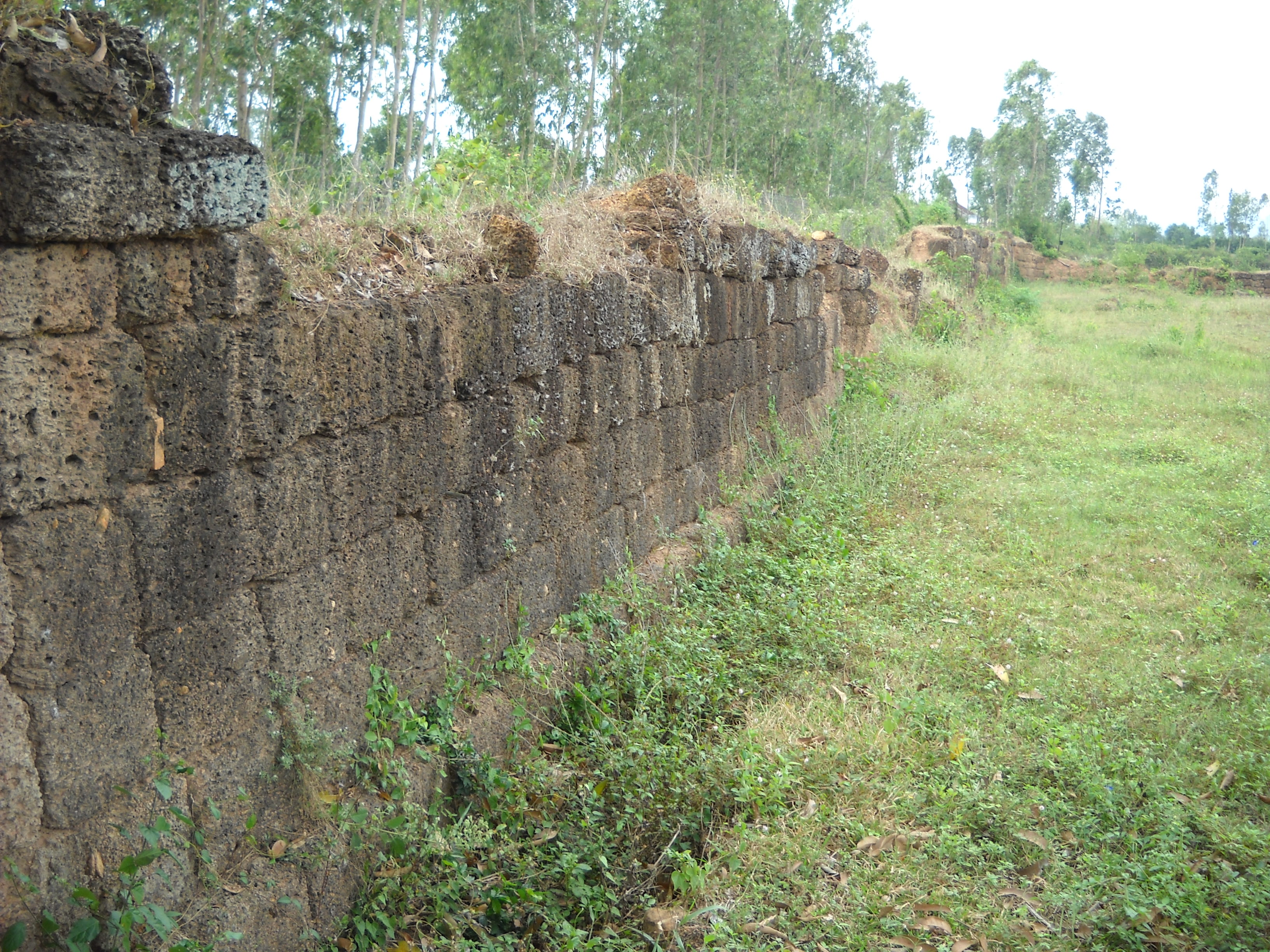
阮岳的都城遺址，位於今平定省歸仁市

次年（1777年，黎景興三十八年），鄭森冊封阮岳為「廣南鎮守、宣慰大使、恭郡公」。阮岳再派阮侶、阮惠南下，攻佔了嘉定。李才戰敗被殺，阮福淳外逃龍川（今金甌省），阮福暘逃至巴（地屬今永隆省），皆被阮惠追兵所擒，同眾多宗室大臣一起被斬首。舊阮統治集團至此暫時滅亡，只有阮福淳的姪兒阮福映僥倖逃脫，後來阮福映起兵，繼續與西山軍抗爭。
河仙鎮都督鄚天賜亦隨同護駕，並幸運地逃脫阮惠軍的追捕，回到河仙。雖然西山阮軍向鄚天賜招降，但鄚天賜郤決意效忠舊阮，不肯投降。後來鄚天賜預料自己無法對抗西山軍，便經富國島逃入暹羅。西山軍遂進駐河仙。阮侶、阮惠率軍回到歸仁，只留部將鎮守嘉定。
1778年，阮岳在闍槃城（今越南中部的歸仁）稱西山王，改元泰德，建立西山朝；封阮侶為節制，阮惠為龍驤將軍。

## 嘉定等地的爭奪戰

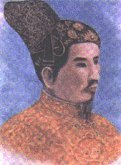
舊阮君主阮福映

西山朝雖然已把舊阮朝廷的主力殲滅，但阮福映仍然活躍，以圖復國。就在阮惠、阮侶班師回朝之後，阮福映在龍川起兵，杜清仁、黎文勻、阮文弘、宋福匡、宋福樑等支持舊阮的人士也紛紛舉兵響應。阮福映一舉奪回了嘉定城。杜清仁所率的東山軍英勇善戰，嘉定城及其轄下的藩安鎮、邊和鎮、定祥鎮、永清鎮及河仙鎮一帶盡被舊阮收復。西山軍多次南下攻打，但皆被舊阮擊敗。舊阮勢力開始恢復，攻破平順府，威脅延慶府，甚至能夠介入真臘的王位繼承鬥爭之中。
1780年（阮岳泰德三年），阮福映在嘉定稱王，冊立百官，制定政治、軍事、土地等制度。但同年杜清仁因恃功弄權而被阮福映所誅，導致東山軍紛紛背叛，嘉定地區陷入混亂局面，使西山軍有了可趁之機。
1782年（阮岳泰德五年），阮岳與阮惠率水步兵三千、戰船若干一同南攻嘉定。在七岐江與阮福映軍交戰。這一戰役中，阮福映得到法國人幔槐（Manuel）率西洋船助戰。據阮朝編成的《嘉定城通志》的記載，阮惠在此處與阮福映軍進行了一場水上激戰，「賊兵（阮惠軍）乘順風水潮，飽帆直沖，我兵（阮福映軍）不戰自潰，獨西洋艚幔槐拒戰久之。偽惠合兵攻圍燒其艚，幔槐死之」，對阮福映的水師給予重創。平順節制阮福裕（尊室裕）派和義軍前去援助嘉定的舊阮軍，擊破西山軍，殺死了西山將范彥。和義軍全部由帶有辮髮的清朝人組成，阮岳深恨和義軍對舊阮的支持，在攻破嘉定之後，西山軍就對所有帶有辮髮的中國人進行了無差別屠殺，史載共有一萬多名華人、華僑遭到屠殺，屍體被拋入河中。此戰之後，阮福映退守富國島，嘉定地區再度被西山朝平定。
其後，阮岳和阮惠又再返回歸仁府，只留東山軍降將杜閑蟄鎮守。不久，朱文接率富安府的舊阮軍收復了嘉定，迎回阮福映，重新抵抗西山朝。1783年（阮岳泰德六年），阮岳派遣阮侶、阮惠、張文多再次領兵擊敗阮福映軍隊，使之再度敗走到富國島。
阮福映再次戰敗後，仍不願罷休，一方面派法國傳教士百多祿前往法國求助，另一方面派朱文接到暹羅求援。1784年（阮岳泰德七年），暹羅國王拉瑪一世派出士兵二萬、戰船三百艘，向嘉定城進發。暹羅軍橫行嘉定一帶，西山朝駙馬張文多不能敵，向歸仁的阮岳求救。阮岳派阮惠領兵截擊。阮惠誘暹羅軍至美湫附近的瀝涔和蔑，大破暹羅軍。在這次戰鬥中，舊阮的重要將領朱文接陣亡。西山軍乘勝攻打阮福映的根據地富國島。阮福映彈盡糧絕，僅率數名親信逃入暹羅。西山軍留都督鄧文真守嘉定之地。

## 進兵北方
在平定阮福映勢力之後，阮岳命阮惠攻打鄭氏所佔的順化之地。阮惠迅速出兵攻下了順化之地，將順化鎮守范吳俅押往歸仁處死。其後，阮惠在阮有整的建議下擅自北伐，攻陷昇龍（今河內市），消滅了鄭主。
身在歸仁的阮岳，得知阮惠準備擅自北伐的情報之後，派人前去富春阻攔。但阮惠行軍迅速，使者到達富春的時候阮惠已率軍出發。當阮惠攻破昇龍的情報傳到歸仁後，阮岳大驚，擔心阮惠留在北河自立為王，連忙率領親兵五百人趕到富春，又在富春增添了兩千人的軍隊，星夜前往昇龍。阮岳長驅直入昇龍，入據鄭主之府。數日之後，阮岳邀請阮惠和剛繼位的黎昭統帝來府邸，承認了後黎朝朝廷對北河的統治地位。昭統帝欲割讓數郡給西山朝，但被阮岳謝絕。隨後，阮惠、阮岳率軍一同南返。

## 兄弟阋墙

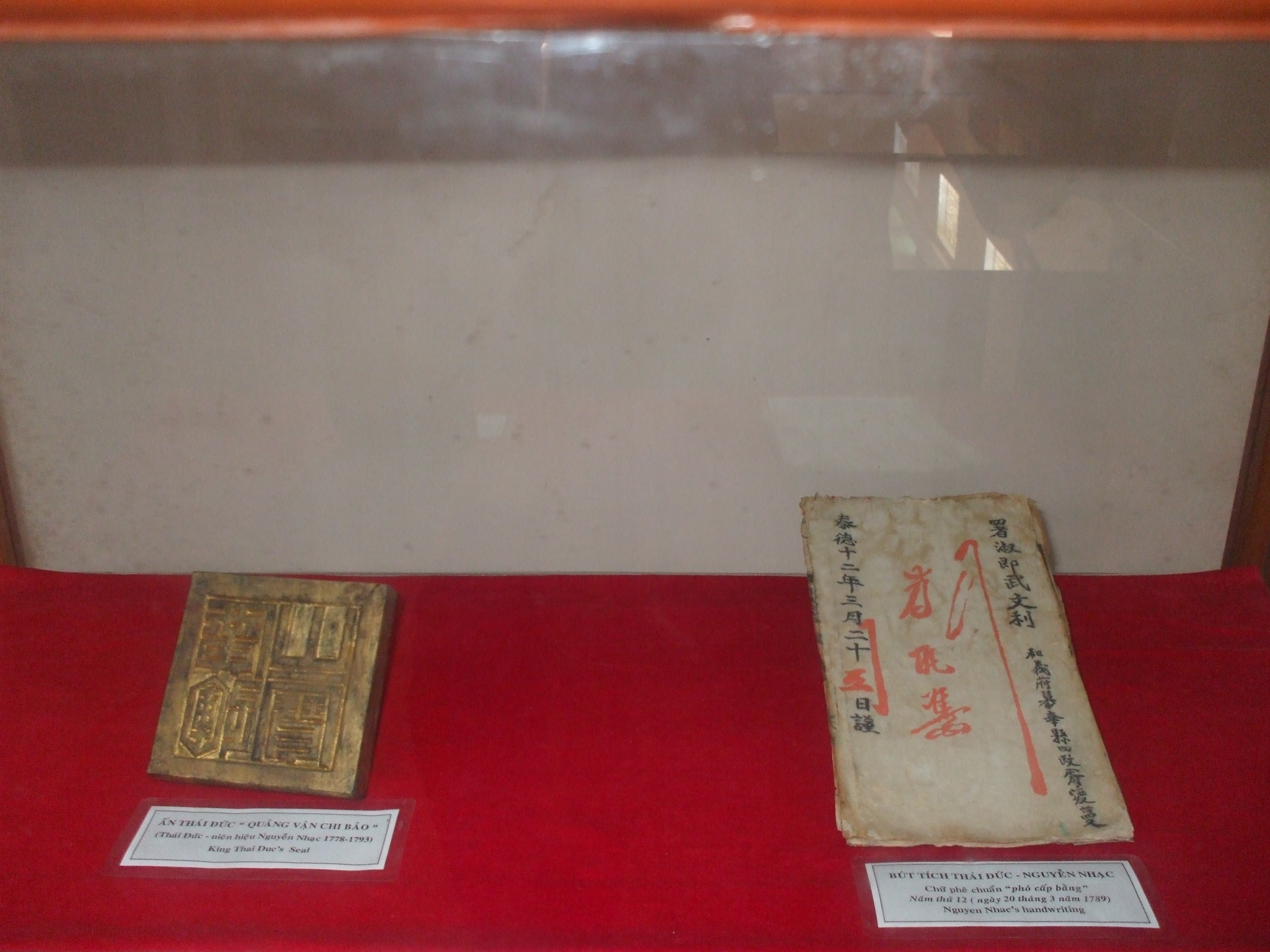
阮岳的印章（左）和歸仁朝廷的奏摺（右）

當阮惠消滅鄭主後，1788年（阮岳泰德十一年），阮岳在歸仁登基，自稱中央皇帝（越南语：／）。封阮侶為東定王，居於嘉定地區；封阮惠為北平王，居於富春。但很快，阮惠、阮岳之間就爆發衝突，甚而兵戎相見。
根據《大南正編列傳初集·偽西列傳》記載，阮岳在稱帝之後「日肆淫暴」，濫殺功臣，殺死阮樁，胡作非為。而在征討鄭主的戰爭中，鄭主府邸中的財寶全被阮惠佔有，阮岳向阮惠索取，但遭拒絕。而阮惠希望得到廣南之地，阮岳也拒絕了這個要求。阮岳甚至姦淫了阮惠的妻妾，這更引起了阮惠的憤怒。於是兄弟二人反目成仇，阮惠發佈檄文，列舉了阮岳的罪狀，並首先發兵攻打阮岳，包圍歸仁城。阮岳急召鄧文真率嘉定之兵前來支援，但鄧文真被阮惠擊敗俘虜。阮惠在歸仁城外建造土山，把大炮放在土山上轟擊歸仁城。阮惠軍的炮彈大如斗，阮岳見勢力不敵，命人拾炮彈哭於太廟之中，親自登上城樓對阮惠說：「皮鍋煮肉，弟心何忍？」阮惠在這一刻亦深受感動，才撤兵解圍。此後阮岳與阮惠達成和約，以板津為界，廣義以南歸阮岳，升華（今廣南省升平縣）、奠磐（今廣南省奠磐縣）以北歸阮惠，雙方各自為政。

## 北河政局的變化
在阮惠、阮岳不和相攻的同時，北方隨即發生變化。圖謀恢復鄭主基業的鄭槰乘機把持後黎朝的大權，不久被居心叵測的阮有整擊敗，北方受其佔領。當時身處富春的阮惠派軍討伐，於1787年（阮岳泰德十年）擊敗阮有整，黎昭統帝亦出逃到山南，向清朝求援。清朝派大軍南下討伐阮惠。阮惠登基稱帝，改年號為光中，擊敗清軍。黎昭統帝流亡清朝，後黎朝滅亡。

## 舊阮勢力捲土重來
1787年，身在曼谷的阮福映得到情報，得知西山朝發生內訌，嘉定之地空虛。於是阮福映悄悄回到富國島，後至龍川（今金甌省）。支持舊阮的將領紛紛前去投奔，阮福映攻佔嘉定，驅逐東定王阮侶。此時的阮福映已擁有先進的法國戰船、武器，並招募了一些法國志願軍。舊阮軍隊連破平順、平康、延慶等府，阮岳的勢力越來越弱小，僅僅據有歸仁、廣義、富安三府之地。阮福映的水軍還不斷騷擾其沿岸，焚毀了大量軍事重地。在法國雇傭軍的幫助下，舊阮軍隊甚至能夠突襲歸仁的門戶施耐海口並全身而退。

## 去世
1792年，阮岳得知阮惠逝世的消息，率僚屬三百餘人，欲親自前往富春弔唁。但新繼位的景盛帝阮光纘不准他前來弔唁，派兵扼守廣義的邊境。阮岳只得派遣妹妹前去富春弔唁。
1793年，阮福映留東宮阮福景守嘉定，對阮岳勢力發動總攻，奪取了富安府。阮福映的水軍與陸軍回合，企圖圍攻歸仁城。阮岳急遣太子阮文寶，在施耐海口阻擊舊阮軍隊。阮文寶戰敗，舊阮軍包圍歸仁城。阮岳被迫向富春朝廷求救。景盛帝阮光纘派太尉范公興、護駕將軍阮文訓、大司隸黎忠、大司馬吳文楚，率步兵一萬七千人、戰象八十匹南下救援，又派大統領鄧文真率戰船三十餘艘沿海路入援歸仁。阮福映見不能敵，率軍退往延慶府（今慶和省延慶縣）。但范公興等解圍之後，率軍佔據了歸仁城，封閉了所有府庫。阮岳氣憤而得病，吐血而死。其子阮文寶被阮光纘廢為孝公，食邑為一邑。
1802年，西山朝被阮福映推翻。阮岳之子阮清、阮昕、阮勇與阮光纘等西山朝宗室一起，被阮朝朝廷淩遲處死之後五象分屍。阮福映又發掘了阮岳和阮惠的墳墓，將其屍體搗碎。阮岳、阮惠、裴氏雁（阮惠妻）以及阮光纘的首級，遭到永禁監獄室的處置。阮福映對此行為，聲稱是「朕為九世而復仇」。
阮岳還有兩個兒子阮文德、阮文良隱居民間，1831年（明命十二年），阮岳的兒子阮文德、阮文良以及阮文良之子阮文兜被阮朝朝廷逮捕，腰斬於市。自此西山朝三兄弟的後代滅絕。

## 後世評價
- 阮惠在臨終前，對年老時的阮岳評價是「泰德年老，逸樂苟安，不圖後患」。[5]
- 越南歷史學家陳仲金認為阮岳「頗具膽識，多機智」。[2]
- 阮岳、阮侶、阮惠三兄弟，被越南人稱為「西山三傑」。

## 家族
- 四世祖：胡丕康（阮岳遠祖，被舊阮君主阮福瀕捕獲後被安置在西山邑。）
- 父：胡丕福
- 母：阮氏

- 兄弟姐妹：
  - 兄：阮光華（早歿）
  - 姐：名失傳
  - 弟：東定王阮侶
  - 弟：光中帝阮惠

- 妻：
  - 陳氏惠
  - 雅都（布婁族）

- 子：
  - 孝公阮文寶（亦作阮寶）
  - 阮文清
  - 阮文昕
  - 阮文勇
  - 阮文德
  - 阮文良

- 女：
  - 壽香，嫁新政王阮福暘
  - 名失傳，嫁武文任
  - 名失傳，嫁張文多

## 腳註
腳註
1. ↑  1802年阮福映推翻西山朝之後，將西山邑改名為安山邑，後又分安山邑為安溪、久安兩村。
2. ↑  據郭振鐸、張笑梅考證，焦獻是張文行的兒子；而《大南正編列傳初集·偽西列傳》則記載此人名「獻」，缺姓，是張文行的門客。
3. ↑  「上人」是對居住在越南南部山區中的少數民族的總稱。包括布婁族、嘉萊族、格賀族、墨儂族、埃地族。
4. ↑  陳仲金認為，當時南方統治者為阮氏，使用這個姓氏較易取得人心。
5. ↑  此句並非古漢語，而是越南土語。「噁」是「呐喊」的意思。[5]此句意思是「朝廷之軍是國傅軍，呐喊之軍是皇孫軍。」
6. ↑  李阿集、李才原為中國商人，後來變成海盜。[6]
7. ↑  阮岳的都城遺址在歸仁市，被越南民間成為「皇帝城」（越南语：／）。
8. ↑  一作「黎文勾」。
9. ↑  陳仲金的《越南史略》說是戰船百餘艘，戴可來說可能有誤。
10. ↑  和義軍是由李才組建的一支民兵，其成員全是華族人或旅越華僑。
11. ↑  平定省獵人習俗，捕獲獵物之後，將其皮剝下當作鍋，以烹煮獵物的肉。此處是骨肉相殘的意思。[19]
12. ↑  《大南正編列傳初集·偽西列傳》：「岳既得志，日肆淫暴，殺阮樁，又淫惠妻，人皆醜之。北侵之役，鄭府貨寶，一歸於惠，岳索之不與。惠欲併廣南之地，岳亦不與，遂成仇隙。惠乃傳檄數岳之惡，……岳見之大怒，遂治兵相攻。惠自恃勢大，引兵直趨歸仁，圍之數月。岳堅壁自守，惠築土山，架大炮，彈落城中，大如斗，岳使人拾之，哭之於偽廟。……乃於城上呼惠語之曰：『『皮鍋煮肉，弟心何忍？』」

引用
1. ↑  《埜史略編紀·附西山朝紀 （页面存档备份，存于）》：「西山寨僞岳作乱。父胡丕福，母阮氏全。」
2. 1 2 3 4  陳仲金《越南史略》，254頁。
3. 1 2  郭振鐸、張笑梅《越南通史》，512-513頁。
4. ↑  郭振鐸、張笑梅《越南通史》，512頁。
5. 1 2 3 4 5 6 7 8 9  《大南正編列傳初集·偽西列傳》
6. 1 2  《華南海盜 一七九〇—一八一〇》，37頁
7. ↑  陳仲金《越南史略》，255-256頁。
8. 1 2  郭振鐸、張笑梅《越南通史》，514頁。
9. ↑  陳仲金《越南史略》，256-257頁。
10. 1 2  陳仲金《越南史略》，257-258頁。
11. 1 2 3 4  陳仲金《越南史略》，258頁。
12. ↑  武世營《河仙鎮葉鎮鄚氏家譜》，收錄於《嶺南摭怪等史料三種》，238-239頁。
13. ↑  戴可來《河仙鎮葉鎮鄚氏家譜》注釋，附錄於《嶺南摭怪等史料三種》，320-321頁。
14. ↑  鄭懷德《嘉定城通志·疆域志·河仙鎮》，收錄於《嶺南摭怪等史料三種》，161頁。
15. ↑  陳仲金《越南史略》，259頁。
16. ↑  越南社會科學委員會《越南歷史》，403頁。
17. ↑  陳仲金《越南史略》，260-261頁。
18. ↑  陳仲金《越南史略》，266-267頁。
19. 1 2  陳仲金《越南史略》，268-270頁。
20. ↑  郭振鐸、張笑梅《越南通史》，516-517頁。
21. 1 2  《越南史略》290~291頁
22. ↑  《大南實錄·正編卷十九》